# Маджа, Джош
Джош Эроволи Орисунмихаре Олувасен Маджа (англ. Joshua Erowoli Orisunmihare Oluwaseun Maja; род. 27 декабря 1998, Луишем, Большой Лондон) — нигерийский футболист, нападающий клуба «Вест Бромвич Вльбион» и сборной Нигерии.
Маджа родился в Англии в семье выходцев из Нигерии.

## Клубная карьера

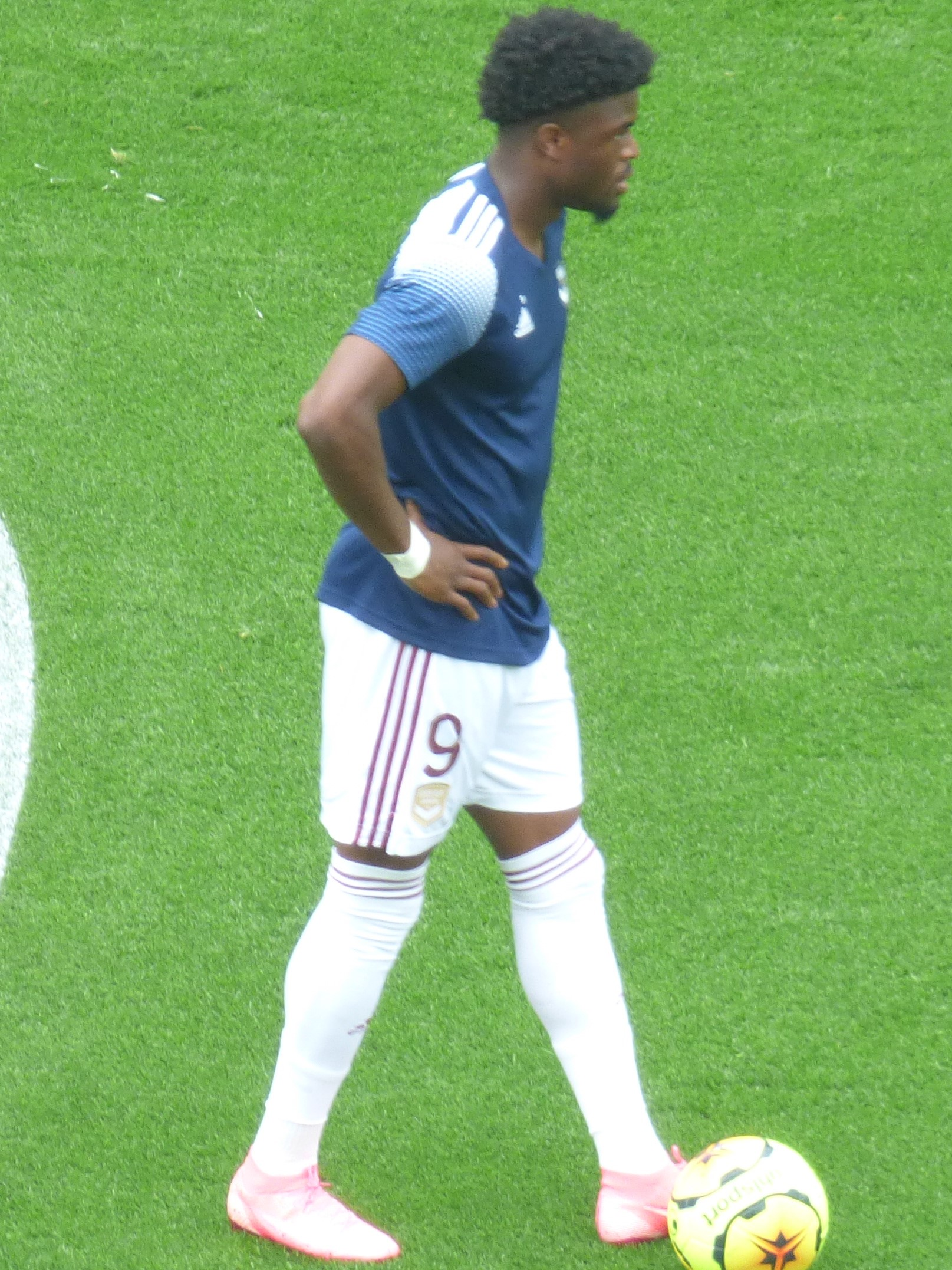
Маджа в составе «Бордо»

Маджа — воспитанник клубов «Кристал Пэлас», «Фулхэм», «Манчестер Сити» и «Сандерленд». 21 сентября 2016 года в поединке Кубка английской лиги против «Куинз Парк Рейнджерс» Джош дебютировал за основной состав последних. 16 декабря 2017 года в матче против «Фулхэма» он дебютировал в Чемпионшипе. В этом же поединке Джош забил свой первый гол за «Сандерленд». В начале 2019 года Маджа перешёл во французский «Бордо». Сумма трансфера составила 1,7 млн евро. 17 февраля в матче против «Тулузы» он дебютировал в Лиге 1. 20 апреля в поединке против «Нима» Джош забил свой первый гол за «Бордо».
В начале 2021 года Маджа был арендован клубом «Фулхэм». 6 февраля в матче против «Вест Хэм Юнайтед» он дебютировал в английской Премьер-лиге. 14 февраля в поединке против «Эвертона» Джош сделал «дубль», забив свои первые голы за «Фулхэм».
В начале 2022 года Маджа на правах аренды перешёл в «Сток Сити». 8 февраля в матче против «Суонси Сити» он дебютировал за новую команду. 12 февраля в поединке против «Ноттингем Форест» Джош забил свой первый гол за «Сток Сити».

## Международная карьера
10 сентября 2019 года в товарищеском матче против сборной Украины Маджа дебютировал за сборную Нигерии.